# Pseudocyclosorus pulcher
Pseudocyclosorus pulcher är en kärrbräkenväxtart som först beskrevs av Jean Baptiste Bory de Saint-Vincent och Carl Ludwig Willdenow, och fick sitt nu gällande namn av Holtt. Pseudocyclosorus pulcher ingår i släktet Pseudocyclosorus och familjen Thelypteridaceae. Inga underarter finns listade.